# Die Haut
«Die Haut» (с нем. — «кожа») — экспериментальная немецкая постпанк-группа, получившая известность на андерграундной сцене 1980—1990 годов. Единственным постоянным членом коллектива был Кристоф Дрехер.
Группа была образована в 1982 как инструментальный рок-квартет; во многих записях и живых выступлениях коллектива принимали участие приглашенные вокалисты из разных стран (Ник Кейв, Бликса Баргельд, Лидия Ланч, Мик Харви, Анита Лейн и другие).
Последним студийным альбомом коллектива был «Spring» (1997), за которым последовал альбом ремиксов «Springer» (1998). После распада группы Ремо Парк и Кристоф Дрехер продолжили работать сольно, а Йохен Арбайт и Руди Мозер присоединились к Einstürzende Neubauten.

## Составы группы
- 1982: Кристоф Дрехер, Ремо Парк, Мартин Петер, Томас Видлер, Райнер Берсон
- 1984: Кристоф Дрехер, Ремо Парк, Йохен Арбайт, Томас Видлер, Оливер Шуц, Райнер Лингк
- 1985: Кристоф Дрехер, Райнер Лингк, Йохен Арбайт, Томас Видлер
- 1997: Кристоф Дрехер, Райнер Лингк, Йохен Арбайт, Руди Мозер

Приглашенные музыканты: Ник Кейв, Кид Конго Пауэрс, Анита Лейн, Дебби Харри, Пол Аутлоу, Мик Харви, Джеффри Ли Пирс, Бликса Баргельд, Лидия Ланч, Александр Хаке, Арто Линдсей, Ким Гордон, Кристина Мартинес, Лори Томин, Алан Вега, Луиза Брэдшоу, Даниэль де Пиккиотто, Гордон В..

## Дискография
- Der Karibische Western 12" (WSFA SF99, 1982, 1990)
- Schnelles Leben mini-LP (Monogram 008, 1982)
- Burning The Ice LP (Illuminated SJAMS30, 1983; Crown Records CROWN1708; Paradoxx PA5502) — вокал: Nick Cave
- Fandango 12" (Megadisc MD125283, 1987)
- Headless Body In Topless Bar LP (WSFA SF83, 1988)
- Die Hard LP (WSFA SF91/EFA LP02691, 1989)
- Are You Hectic? 12" by Alert (Die Haut и Blixa Bargeld) (Cash Beat CB17/EFA MCD02817, 1992)
- Head On LP (WSFA SF122/Triple X 51148, 1992)
- Sweat LP (WSFA SF140/Triple X 51184-2, 1993) — live
- Sweat video (WSFA 140V/Triple X 51184-3, 1993) — live video
- Spring LP/CD (Our Choice/Rough Trade RTD195.1914.2, 1997)
- Springer LP (Our Choice/Rough Trade RTD195.3363.2, 1998) — remixes
- Cinema Excessiva (Hans Nieswandt remix) (Rough Trade, 1998)